# Ponte Lions Gate
A Lions Gate Bridge ou First Narrows Bridge é uma ponte pênsil que cruza o Burrard Inlet e liga a cidade de Vancouver ao distrito de North Vancouver. O nome Lions Gate deriva do nome de um conjunto de montanhas ao norte da cidade. A ponte possui um comprimento total de 1.823 metros (5.890 pés). 
A ponte possui três faixas reversíveis com uso indicado por placas de sinalização. Nos dias de tráfego mais pesado a ponte chega a ser utilizada por mais de 70 mil veículos e é proibido o tráfego de caminhões na ponte. A ponte é considerada patrimônio histórico do Canadá. Em 2005, a Lions Gate foi tombada como Local histórico nacional do Canadá. 

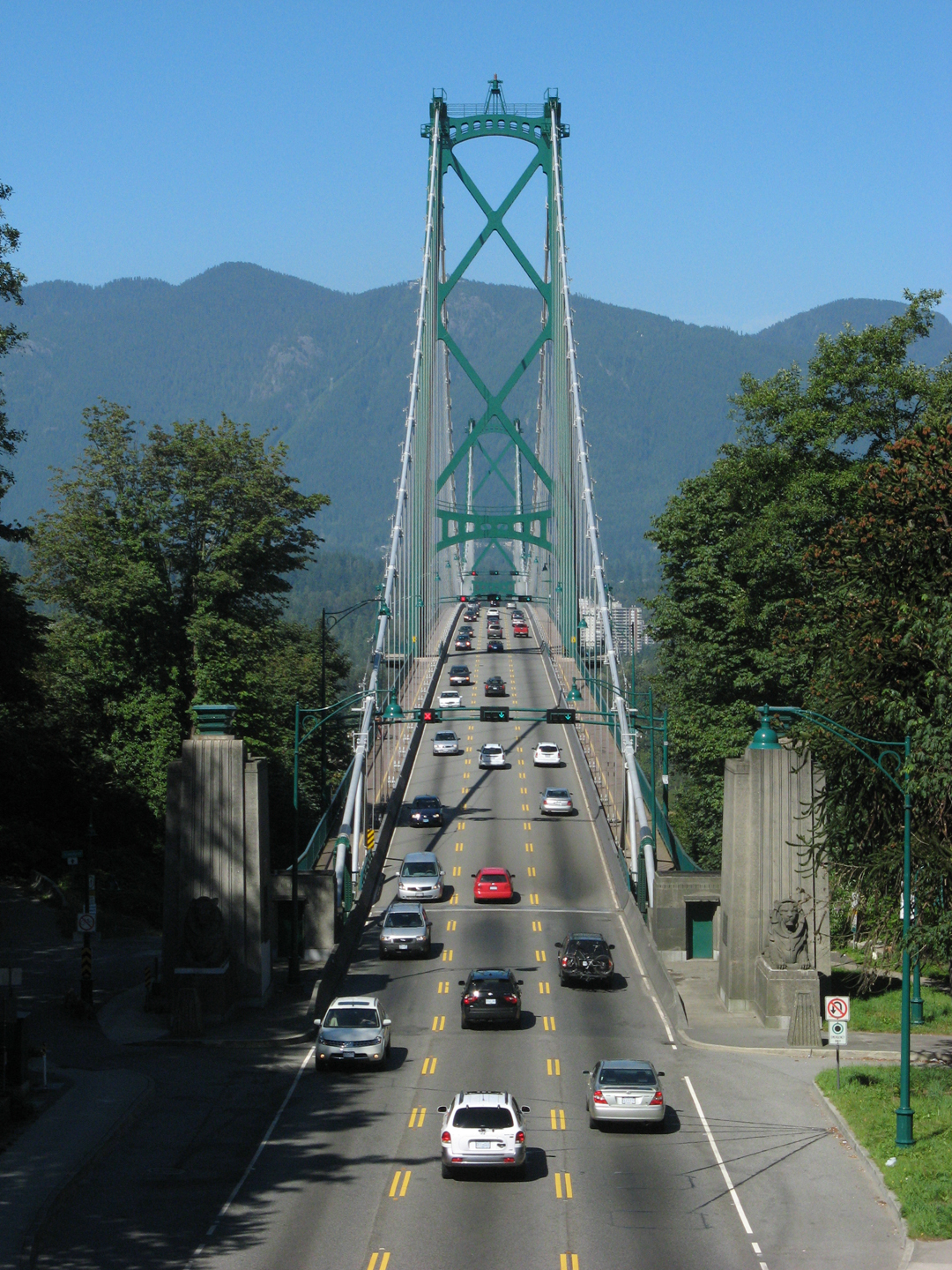
Lions Gate Bridge vista do sul.

## Curiosidades
- A ponte foi usada como o desastre inicial do filme Premonição 5/O Último Destino 5,  lançado em 2011 onde um rapaz tem uma premonição da ponte entrando em colapso e desabando.